# Alice Trolle-Wachtmeister

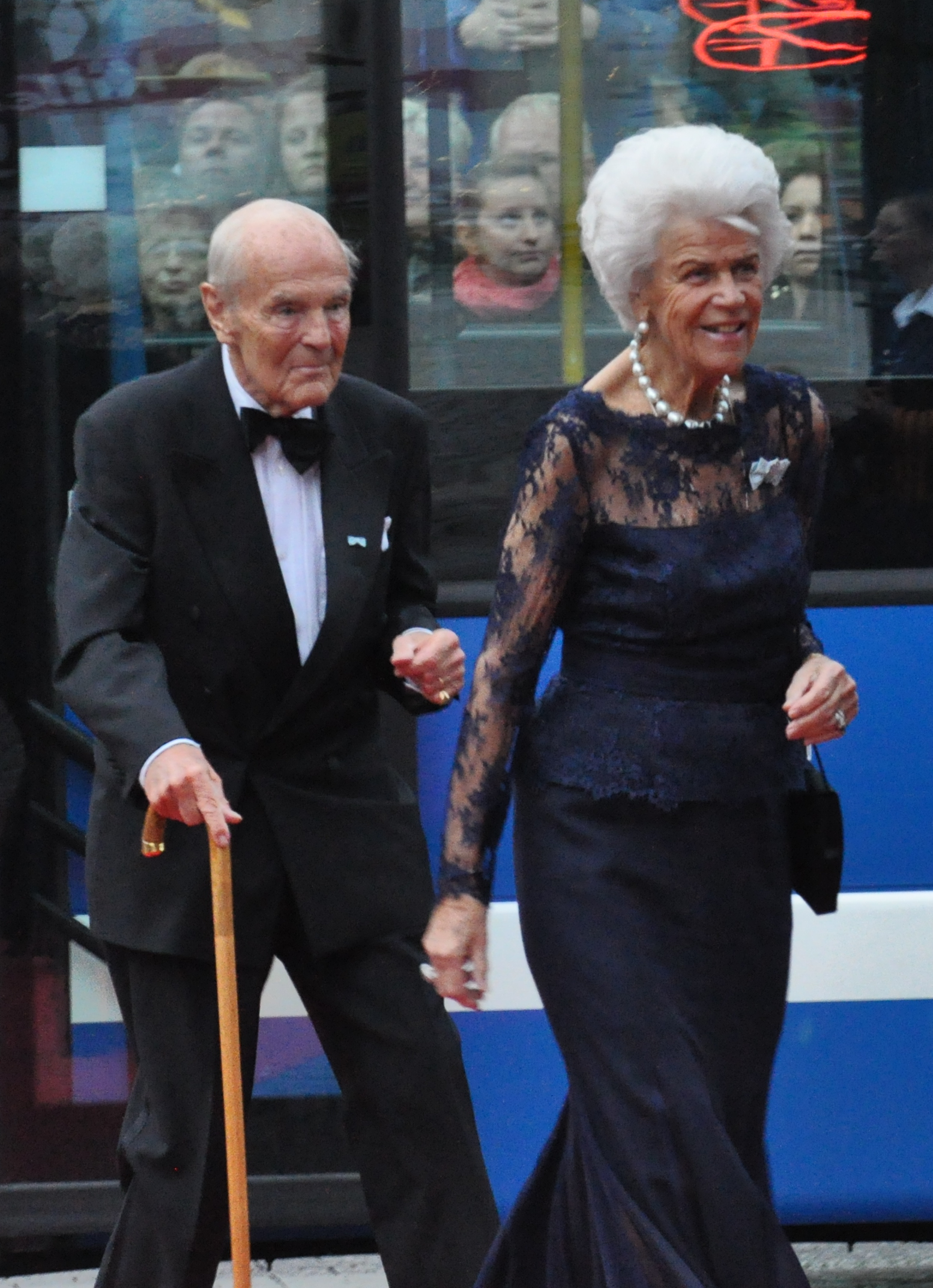
Hans-Gabriel och Alice Trolle-Wachtmeister den 18 juni 2010.

Alice Victoria Trolle-Wachtmeister, född Tornérhielm den 9 maj 1926 i Helsingborg, död 26 juni 2017 på Trolle Ljungby slott i Skåne, var en svensk grevinna och statsfru som tjänstgjorde som överhovmästarinna 1994–2015.

## Biografi
Trolle-Wachtmeister var dotter till godsägaren Erik Tornérhielm på Gedsholm och Ellen, född Valentiner-Branth. Som barn var Trolle-Wachtmeister ofta sjuk och bodde långa tider på sanatorium med en barnsköterska i sin mors hemland Danmark. När hon kom tillbaka hem till Gedsholm utanför Helsingborg talade hon bara danska. Under flickskoleåren bodde hon inackorderad i Helsingborg. Sjutton år gammal 1943 följde hon sin mors exempel och blev lotta. Efter normalskoleexamen och andra världskrigets slut vidtog den hushållsutbildning som fadern betraktade som sin dotters värnplikt. Därefter följde sjuksköterskekurs med praktik på barnsjukhus, praktisk socialkurs i Köpenhamn 1945–1947, en period i engelsk familj och en tid som lillvärdinna.[förklaring behövs] Hon gifte sig 1949 med godsägaren och fideikommissarien greve Hans-Gabriel Trolle-Wachtmeister, son till förste hovjägmästaren Carl-Axel Trolle-Wachtmeister och Brita, född Trolle. De bosatte sig på Trolle Ljungby slott i Skåne. Trolle-Wachtmeister engagerade sig därefter i rödakorskretsen och i kyrkliga syföreningen.
Hon genomgick utbildning i luftbevakningstjänst och personalvårdstjänst inom flygvapnet. Trolle-Wachtmeister var vice förbundslottachef i Kristianstads läns lottaförbund 1962–1968 och förbundslottachef där 1968–1974. Hon genomgick chefskurs vid Försvarshögskolan 1974, var ordförande i överstyrelsen i Riksförbundet Sveriges lottakårer och var rikslottachef 1974–1978. Trolle-Wachtmeister var ordförande i Sveriges unglottor 1974–1978 och statsfru i hovstaten från 1978 till 1993 då hon blev överhovmästarinna. Som överhovmästarinna hade hon vid hovet rang närmast efter riksmarskalken.
Trolle-Wachtmeister var ledamot av Kristianstads kommunfullmäktige 1964–1976, ersättare i riksdagen, ledamot av nykterhetsnämnden och av landstingets socialnämnd från 1970. Hon var ledamot av kyrkofullmäktige och kyrkorådet från 1976 samt styrelseledamot i Sophiahemmets stiftelse.

## Ordnar, förtjänsttecken och medaljer
- Konung Carl XVI Gustafs jubileumsminnestecken II, 23 augusti 2013.[9]
- Konung Carl XVI Gustafs jubileumsminnestecken I, 30 april 1996.[1][3]
- Ledamot av första klassen av Kungliga Vasaorden, 6 juni 1974.[9]
- Hans Majestät Konungens medalj av 12:e storleken med kedja, 1990[10][11]
- Riksförbundet Sveriges lottakårers kungliga förtjänstmedalj i guld.[9]
- Sveriges Kvinnliga Bilkårens Riksförbund förtjänstmedalj.[9]
- Svenska Blå Stjärnans förtjänstmedalj.[9]
- Hemvärnets förtjänstmedalj i guld.[9]
- Storkorset av Argentinska San Martín Befriarens orden.
- Storkorset av Belgiska Kronorden.[9]
- Storkorset av Brasilianska Södra korsets orden.[9]
- Storkorset av Danska Dannebrogsorden.[9]
- Första klass av Egyptiska förtjänstorden.[9]
- Första klassen av Estniska Vita stjärnans orden.[9]
- Storkorset av Finlands Vita Ros’ orden.[9]
- Storkorset av Franska Nationalförtjänstorden.[9]
- Storkorset av Grekiska Fenixorden.[9]
- Storkorset av Isländska falkorden.[3]
- Storofficer av Italienska republikens förtjänstorden.[9]
- Storkorset av Japanska Heliga skattens orden.[9]
- Storkorset av Jordanska Självständighets orden.[9]
- Första klassen av Jugoslaviska Stjärnorden.[9]
- Storoffier av Lettiska Tre Stjärnors orden.[9]
- Storkorset av Litauiska Storfurst Gediminas orden.[9]
- Storkorset av Luxemburgska Adolf av Nassaus civil- och militärförtjänstorden.[9]
- Storkorset av Mexikanska Aztekiska Örnorden.[9]
- Storkorset av Nederländska Oranienhusorden.[9]
- Storkors av Norska förtjänstorden (1 juli 1992)[12]
- Storkorset av Portugisiska Henrik Sjöfararens orden.[9]
- Storkorset av Påvliga Piusorden.
- Storkorset av Spanska Karl III:s orden.[9]
- Storkorset av Spanska Isabella den katolskas orden.[9]
- Storkorset av Storbritanniska Victoriaorden.[9]
- Storkorset av andra klass av Förbundsrepubliken Tysklands förtjänstorden.[9]
- Tredje klass av Ukrainska Jaroslav den Vises orden.[9]
- Storkorset av Österrikiska Hederstecknet.[9]